# Dendroviguiera
Dendroviguiera, biljni rod iz porodice glavočika (Compositae) smješten u podtribus Helianthinae, dio tribusa Heliantheae.
Ovaj je rod opisan 2011. godine kada je revidirana klasifikacija podplemena Helianthinae. Uvedena su četiri novoopisana roda, Dendroviguiera, Gonzalezia, Heiseria i Sidneya.. Dendroviguiera se sastoji od 14 vrsta drveća i grmova iz Meksika i Srednje Amerike

## Vrste
1. Dendroviguiera adenophylla (S.F.Blake) E.E.Schill. & Panero
2. Dendroviguiera eriophora (Greenm.) E.E.Schill. & Panero
3. Dendroviguiera guerrerana (Panero & E.E.Schill.) E.E.Schill. & Panero
4. Dendroviguiera insignis (Miranda) E.E.Schill. & Panero
5. Dendroviguiera mirandae (Panero & E.E.Schill.) E.E.Schill. & Panero
6. Dendroviguiera neocronquistii (B.L.Turner) E.E.Schill. & Panero
7. Dendroviguiera oaxacana (Greenm.) E.E.Schill. & Panero
8. Dendroviguiera pringlei (Fernald) E.E.Schill. & Panero
9. Dendroviguiera puruana (Paray) E.E.Schill. & Panero
10. Dendroviguiera quinqueradiata (Cav.) E.E.Schill. & Panero
11. Dendroviguiera sharpii (Panero & E.E.Schill.) E.E.Schill. & Panero
12. Dendroviguiera sphaerocephala (DC.) E.E.Schill. & Panero
13. Dendroviguiera splendens (Panero & E.E.Schill.) E.E.Schill. & Panero
14. Dendroviguiera sylvatica (Klatt) E.E.Schill. & Panero

## Sinonimi
Nema.